# Тихонова, Елена Борисовна
Еле́на Бори́совна Ти́хонова (нем. Elena Tikhonova; р. 1 июня 1977, Обнинск) — российский и австрийский кинорежиссёр, сценаристка, кинооператор; также виджей (псевдоним VJ Mirniy Atom).

## Биография
Елена Тихонова родилась 1 июня 1977 года в Обнинске. Училась в обнинской школе № 12, один год в седьмом (гуманитарном) классе вместе с будущей журналисткой Анной Карабаш и будущей художницей и аниматором folga (псевдоним Ольги Фоминой); с восьмого класса перешла вместе с Карабаш в Гуманитарный центр. После расформирования Гуманитарного центра училась в школе № 10, в последнем одиннадцатом классе вернулась в школу № 12, где снова училась в одном классе с Ольгой Фоминой.
Закончила операторский факультет Всероссийского государственного института кинематографии имени С. А. Герасимова (ВГИК), мастерская Игоря Клебанова.
С 2000 года живёт и работает в Вене. Училась режиссуре (работа с актёрами в кино и на телевидении) в мастерской Юдит Вестон (англ. Judith Weston). Училась драматургии в мастерской у Гарета Джонса (англ. Gareth Jones) (программа для сценаристов Babylon при кинофестивалях; Роттердам, Канны). Была участником национальной австрийской программы по сценарному мастерству Diverse Geschichten в Вене.
Документальный фильм «ЭлектроМосква» (2013) участвовал в более чем 60 фестивалях по всему миру (Rotterdam film festival, Vision du reel, FID Marseille, Sheffield doc fest и др.); был в прокате в кинотеатрах России, Австрии, Швейцарии и США. Фильм получил положительную критику ряда авторитетныx СМИ (The Hollywood Reporter и др.).
Дебютный игровой кинофильм Kaviar (2019, в российском прокате «Деньги не пахнут») участвовал в 2019 году в конкурсе Московского международного кинофестиваля, Международного кинофестиваля в Сиднее, «Диагонали» (Австрия), Kunst Film Biennale (Кёльн), Sehenswert Filmfestival (Будапешт), Das Fülmfestival (Прага) и других.
Известна также как виджей (псевдоним VJ Mirniy Atom).

### Семья
Два сына.

## Участие в творческих и общественных организациях
- Член профсоюза режиссеров Австрии (Verband Filmregie Österreich)[2]
- Член профсоюза сценаристов Австрии (Drehbuch Verband Österreich, Drehbuch Forum Österreich)[2]

## Признание
- 2002 — приз за аудиовизуальное решение на студенческом кинофестивале «Святая Анна» (за фильм «Добрый вечер, Конструктор»)[2]
- 2014 — по оценке британского издательства Dazed and Confused фильм «ЭлектроМосква» вошел в десятку лучших фильмов о советской революции в истории кино[2]
- 2014 — фильм «ЭлектроМосква» признан лучшим фильмом о музыке на кинофестивале Unerhört (Гамбург)[2]
- 2019 — приз «Лучший режиссёр Австрии» Австрийского киноинститута (Österreichisches Filminstirut — ÖFI) и кинофестиваля Kitzbühel (за фильм Kaviar)[2]
- 2019 — приз зрительских симпатий кинофестиваля дебютного кино Max Ophüls (Германия) (за фильм Kaviar)[2]

## Фильмография
| Год  |     | Русское название          | Оригинальное название     | Роль |
| ---- | --- | ------------------------- | ------------------------- | --- |
| 2002 | док | Добрый вечер, Конструктор | Добрый вечер, Конструктор | режиссёр (совместно с Н. Митрошиной), сценарист, оператор-постановщик                                    |
| 2006 | в   | Мегаполис перезагрузился  | Metropolis_reloaded       | концепт, режиссёр, монтаж                                                                                |
| 2012 | кор | Сделано в Австрии         | Made in Austria           | видеоарт для перформанса                                                                                 |
| 2013 | док |                           | Eliane Radigue            | цикл документальных фильмов IMA FICTION PORTRAIT (серия 4), режиссёр монтажа                             |
| 2013 | док |                           | Maryanne Amacher          | цикл документальных фильмов IMA FICTION PORTRAIT (серия 6), режиссёр, соавтор сценария, оператор, монтаж |
| 2013 | док | ЭлектроМосква             | Elektro Moskva            | режиссёр, соавтор сценария                                                                               |
| 2019 | ф   | Деньги не пахнут          | Kaviar                    | режиссёр, соавтор сценария                                                                               |